# Sverker Abrahamsson
Sverker Abraham Abrahamsson, född 4 november 1933 i Lessebo, är en svensk journalist som bland annat varit verksam som chefredaktör vid tidningen Hus & Hem åren 1987–1998.